# Donald Gallaher
Pour les articles homonymes, voir Gallaher.
Donald Gallaher, né le 25 juin 1895 à Quincy (Illinois) et mort le 14 août 1961 à Los Angeles est un acteur et réalisateur américain.

## Filmographie partielle

### En tant qu'acteur
- 1903 : Le Vol du grand rapide (The Great Train Robbery) d'Edwin S. Porter
- 1918 : L'Occident d'Albert Capellani et Alla Nazimova
- 1923 : Love's Old Sweet Song de J. Searle Dawley
- 1929 : Thru Different Eyes de John G. Blystone
- 1929 : Married in Hollywood de Marcel Silver
- 1938 : Six-Gun Trail (en) de Sam Newfield
- 1939 : Outlaws' Paradise (en) de Sam Newfield
- 1939 : The Magnificent Fraud (en) de Robert Florey

### En tant que réalisateur
- 1929 : Nix on Dames (en)
- 1929 : Pleasure Crazed (en)
- 1930 : Temple Tower (en)